# Aulis Blomstedt
Yrjö Aulis Uramo Blomstedt, född 28 juli 1906 i Jyväskylä, död 21 december 1979 i Esbo, var en finländsk arkitekt. Han var bror till Pauli E. Blomstedt och gift med Heidi Blomstedt.
Efter att ha utexaminerats som arkitekt 1930 gjorde sig Blomstedt känd som en framstående byggnadsteoretiker och som förespråkare för en strängt rationell arkitektur. Han utvecklade senare ett av Le Corbusier inspirerat modulsystem beräknat på den mänskliga kroppens aktionsradie. Han bedrev egen arkitektverksamhet från 1945 och var professor i arkitektur (lärostolen för offentliga byggnader) vid Tekniska högskolan i Helsingfors 1958–1966. Han ritade bland annat tillbyggnaden för finska arbetarinstitutet, ett flertal bostadshus i stadsdelen Mejlans i Helsingfors och radhus för konstnärer i stadsdelen Hagalund i Esbo.